# Necil Kazım Akses
Necil Kazım Akses (Istanbul, 6 maggio 1908 – Ankara, 16 febbraio 1999) è stato un musicista turco.
Studiò dapprima in patria e poi all'Accademia di musica di Vienna con Joseph Marx e al Conservatorio di Praga insieme a Josef Suk e Alois Hába; successivamente co-fondò con Paul Hindemith il Conservatorio di Ankara, del quale divenne professore di composizione.
È stato autore di opere teatrali e di pagine corali, sinfoniche e da camera basate sui modi e sui ritmi della musica turca popolare e della musica d'arte ottomana.